# Placilla
Placilla är en kommun i Chile.   Den ligger i provinsen Provincia de Colchagua och regionen Región de O'Higgins, i den södra delen av landet, 140 km söder om huvudstaden Santiago de Chile.
Trakten runt Placilla består till största delen av jordbruksmark. Runt Placilla är det ganska tätbefolkat, med 75 invånare per kvadratkilometer.